# Семьянин (фильм, 2000)
«Семьянин» (англ. The Family Man) — американский художественный фильм 2000 года с Николасом Кейджем в главной роли. Мелодрама с фантастической завязкой.
Теглайн: «А что, если…»

## Сюжет
1987 год. Джек Кэмпбелл (Николас Кейдж) прощается в аэропорту с Кейт (Теа Леони) — он улетает в Лондон на стажировку. У Кейт самые дурные предчувствия, и она просит его остаться, но Джек улетает…
Прошло 13 лет. Джек стал преуспевающим бизнесменом, руководителем финансовой корпорации, и на совещании требует, чтобы его сотрудники забыли о Сочельнике и остались в этот предпраздничный день на работе. Предстоит крупная сделка. И тут Джеку передают записку от Кейт Рейнолдс, той самой Кейт, его первой любви. Но он не хочет ей звонить, чтобы не ворошить прошлое и не расстраиваться от ностальгических воспоминаний.
Домой Джек решает вернуться пешком и заходит в небольшой магазинчик купить гоголь-моголь, куда минутой позже заявляется чернокожий юноша, который просит у хозяина-китайца выплатить ему выигрыш по лотерейному билету. Хозяин магазинчика отказывается взять билет, заявив, что тот поддельный. Тогда чернокожий вытаскивает пистолет и угрожает им, обвиняя китайца в недоверии к нему из-за расизма… Джек, рискуя жизнью, выходит вперёд и предлагает парню сделку — он покупает у него лотерейный билет за 200 долларов. Парню достанутся эти деньги, а Джек обналичит этот билет в другом месте, где поверят белому парню в дорогом костюме. Инцидент исчерпан и они вместе выходят на улицу, где Джек предлагает новому знакомому жить честным трудом и избавиться от револьвера, добавив в конце, что всем нужна помощь. Чернокожий спрашивает, а что нужно самому Джеку? Джек уверен, что у него всё есть… Тогда парень, отдавая ему пакет гоголь-моголя, добавляет: «Помни, ты сам это на себя накликал», и поздравляет с Рождеством. Джек приходит домой и засыпает, а наутро…
Он вдруг обнаруживает себя в постели с Кейт, спящей у него на груди… Вскоре в комнату врываются двое детей и собака. Потрясенный Джек обнаруживает, что он живёт в небольшом городишке в Джерси, а в гости к ним пришли родители Кейт. Не увидев на улице свой Феррари, он берет машину у отца Кейт и едет в Нью-Йорк. Но швейцар его шикарного дома не узнает его и не пускает. Разгневанный Джек едет в офис, но и там охранник его не узнает. В гневе Джек кричит, что он президент компании, и указывает на вывеску с именами. Однако на ней президент компании теперь другой человек — его вчерашний подчиненный, которого он не отпустил вчера в Сочельник пораньше домой к семье. Когда Джек выходит из здания компании, перед ним останавливается его «Феррари», за рулём которого вчерашний чернокожий парень. Парень объясняет, что Джек сам должен понять, что ему нужно.
Постепенно, с трудом, Джек осознает, что теперь он уже не богатый успешный бизнесмен, а обычный американский семьянин, торговец шинами, который не может позволить себе костюм за две тысячи долларов, и единственные для него развлечения — боулинг с друзьями, любимый шоколадный кекс и выгуливание собаки. Он также узнаёт, что в этой новой жизни всё сложилось так благодаря тому, что, улетев в Лондон в 1987 году, он вскоре вернулся к Кейт обратно, отказавшись от стажировки… Но постепенно Джек свыкается с новой ролью и начинает находить в ней определенную прелесть, ведь их семья является образцом для всех, жена нравится всем мужчинам в городе, а небольшое дело по торговле шинами приносит небольшой, но стабильный доход…
Неожиданно в шинную мастерскую заезжает владелец финансовой корпорации, где Джек работал (у того лопнула шина и он заехал купить новую), Джек ухватывается за эту встречу, поражает пожилого миллионера знанием тонкостей финансового рынка и деталей сделок и получает приглашение на работу. Казалось бы, Джек может вернуться в привычную ему жизнь, но уже с женой и детьми, но неожиданно Кейт восстает против этого, так как, оказывается, они с Джеком когда-то договорились специально не участвовать в гонке за успехом и деньгами, не растить детей в большом городе, где отец семейства вынужден сочельник проводить не с семьёй, а на работе… И Джек примиряется с этим, осознав, что хорошая семья стоит любой карьеры… И в этот момент Джек снова встречает чёрного парня, который даёт ему понять, что жизнь, которую он уже успел полюбить, скоро кончится…
На утро Джек снова просыпается на Манхеттане и спешит к Кейт. Оказывается, она тоже сделала карьеру, очень успешна и обеспечена, у неё нет мужа и детей, а сообщение прислала, так как улетает в Париж на высокооплачиваемую работу, но нашла у себя ящик с вещами бывшего бойфренда и решила вернуть, так как покидает страну…
Джек забирает вещи и едет на работу, но постепенно понимает, что может попытаться создать семью с Кейт и в этой жизни. Он бежит в аэропорт и уговаривает Кейт не лететь в Париж…

## В ролях
| Актёр          | Роль           |
| -------------- | -------------- |
| Николас Кейдж  | Джек Кэмпбелл  |
| Теа Леони      | Кейт Рейнольдс |
| Джереми Пивен  | Арни           |
| Джозеф Соммер  | Питер Лэсситер |
| Сол Рубинек    | Алан Минц      |
| Дон Чидл       | Кэш            |
| Мэри Бет Хёрт  | Адель          |
| Макензи Вега   | Энни Кэмпбелл  |
| Том МакГауэн   | Билл           |
| Харви Преснелл | Большой Эд     |
| Лиза Торнхилл  | Эвелин Томсон  |
| Франсин Йорк   | Лоррейн        |

## Награды
- За роль в фильме «Семьянин» в 2001 году Теа Леони была отмечена кинопремией «Сатурн» в категории «Лучшая актриса».